# Xeropigo brescoviti
Xeropigo brescoviti là một loài nhện trong họ Corinnidae.
Loài này thuộc chi Xeropigo. Xeropigo brescoviti được miêu tả năm 2007 bởi De Souza & Bonaldo.